# Polyommatus menahensis
Polyommatus menahensis är en fjärilsart som beskrevs av Hermann Stauder 1913. Polyommatus menahensis ingår i släktet Polyommatus och familjen juvelvingar. Inga underarter finns listade i Catalogue of Life.